# Грејсон (Џорџија)
Грејсон (Џорџија) (енгл. Grayson) град је у америчкој савезној држави Џорџија. По попису становништва из 2010. у њему је живело 2.666 становника.

## Демографија
Према попису становништва из 2010. у граду је живело 2.666 становника, што је 1.901 (248,5%) становника више него 2000. године.
| Група             | 2000.       | 2010.         |
| Белци             | 724 (94,6%) | 1.609 (60,4%) |
| Афроамериканци    | 27 (3,5%)   | 635 (23,8%)   |
| Азијати           | 3 (0,4%)    | 239 (9,0%)    |
| Хиспаноамериканци | 7 (0,9%)    | 129 (4,8%)    |
| Укупно            | 765         | 2.666         |